# محمود لطفی (بازیکن فوتسال)
محمود لطفی (زاده ۹ ژانویهٔ ۱۹۸۴) یک بازیکن فوتسال اهل ایران است.